# Philipp Franz Weigel
Philipp Franz Weigel (* 17. Januar 1814 in Kandel (Pfalz); † 29. Juni 1895 in Denver, USA) war ein deutsch-amerikanischer Mediziner und Revolutionär.

## Leben
Als Sohn eines königlichen Notars geboren, studierte Weigel nach dem Besuch des Gymnasiums in Speyer Medizin in Heidelberg und München. Während seines Studiums wurde er 1832 Mitglied der Burschenschaft Germania München. Aufgrund seiner burschenschaftlichen Aktivitäten wurde später ein Verfahren gegen ihn eingeleitet; er wird im Schwarzen Buch der Frankfurter Zentralbehörde (1833–1838) erwähnt (Nr. 1771), die Untersuchung jedoch am 12. Juli 1836 eingestellt. 1836 wurde er in München mit einer Dissertation aus der Bereich der Chirurgie zum Dr. med. promoviert.
Nach seinem Studium arbeitete er als praktischer Arzt in Langenkandel und ab 1845 als Kantonsarzt in Dahn. Weigel war ein Freund von Friedrich Hecker und 1849 der wichtigste Führer der Deutschen Revolution im Kanton Dahn, nach deren Scheitern er als Forty-Eighter in die USA floh und ab 1850 in St. Louis als praktischer Arzt arbeitete. Ein Jahr später zog er nach Denver, wo er sich in der Turnbewegung engagierte. Am 8. September 1851 wurde er in Abwesenheit zum Tode verurteilt. Am Amerikanischen Bürgerkrieg von 1861 bis 1865 war er als Surgeon General bzw. Generalwundarzt von Missouri beteiligt.
Er verfasste Gedichte.

## Veröffentlichungen
- De neuralgiis cerebralibus et spinalibus ad chirurgiam spectantibus. Dissertation Universität München 1836. (Online)